# Bacolod-Kalawi
Bacolod-Kalawi is een gemeente in de Filipijnse provincie Lanao del Sur in het noorden van het eiland Mindanao. Bij de laatste census in 2007 had de gemeente bijna 21 duizend inwoners.

## Geografie

### Bestuurlijke indeling
Bacolod-Kalawi is onderverdeeld in de volgende 26 barangays:
| - Ampao - Bagoaingud - Balut - Barua - Buadiawani - Bubong - Daramoyod - Dilabayan - Dipatuan - Gandamato - Gurain - Ilian - Lama | - Liawao - Lumbaca-Ingud - Madanding - Orong - Pindolonan - Poblacion I - Poblacion II - Raya - Rorowan - Sugod - Tambo - Tuka I - Tuka II |

## Demografie
Bacolod-Kalawi had bij de census van 2007 een inwoneraantal van 20.564 mensen. Dit zijn 2.803 mensen (15,8%) meer dan bij de vorige census van 2000. De gemiddelde jaarlijkse groei komt daarmee uit op 2,04%, hetgeen precies gelijk is aan het landelijk jaarlijks gemiddelde over deze periode (2,04%). Vergeleken met de census van 1995 is het aantal mensen met 4.419 (27,4%) toegenomen.

De bevolkingsdichtheid van Bacolod-Kalawi was ten tijde van de laatste census, met 20.564 inwoners op 491,57 km², 41,8 mensen per km².